# رو دلو
رو دلو یک ستاره است که در صورت فلکی دلو قرار دارد.